# Tritoniopsis pulchella
Tritoniopsis pulchella es una especie de planta perenne, bulbosa, oriunda de Sudáfrica que se incluyen  dentro de la subfamilia Crocoideae de las iridáceas.

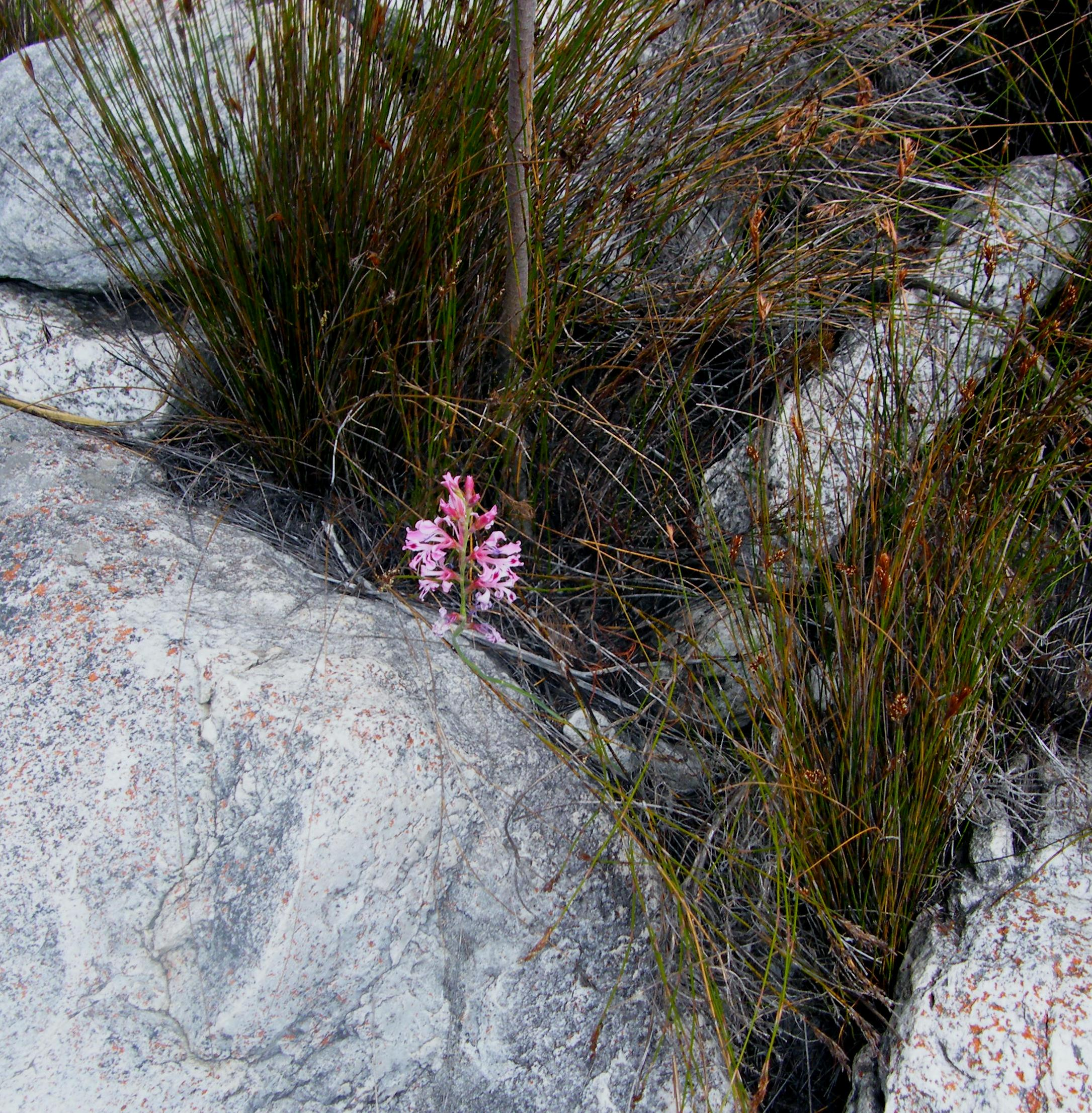
En su hábitat

## Descripción
Tritoniopsis pulchella, es una planta herbácea perennifolia, geofita que alcanza un tamaño de  0.2 - 0.5 m de altura. Se encuentra a una altitud de 914 - 1219 metros en Sudáfrica.
Tritoniopsis pulchella, se encuentra en las laderas de piedra arenisca en el suroeste de la Provincia del Cabo. Alcanza un tamaño de 30 cm de altura, tiene las hojas linerares a lanceoladas veteadas y las flores rosas con marcas oscuras en una espiga laxa.

## Taxonomía
Tritoniopsis pulchella fue descrita por  Gwendoline Joyce Lewis y publicado en Journal of South African Botany 25: 331–333, f. 1 E. 1959.
Etimología
Tritoniopsis: nombre genérico compuesto que significa "similar al género Tritonia".
pulchella: epíteto latíno que significa "preciosa".
Sinonimia
- Tritoniopsis pulchella var. pulchella	[6][7]